# Лостувка
Лостувка (пол. Łostówka) — село в Польщі, у гміні Мшана-Дольна Лімановського повіту Малопольського воєводства.
Населення — 1439 осіб (2011).
У 1975-1998 роках село належало до Новосондецького воєводства.

## Демографія
Демографічна структура станом на 31 березня 2011 року:
|          | Загалом | Допрацездатний вік | Працездатний вік | Постпрацездатний вік |
| -------- | ------- | ------------------ | ---------------- | -------------------- |
| Чоловіки | 747     | 202                | 474              | 71                   |
| Жінки    | 692     | 156                | 404              | 132                  |
| Разом    | 1439    | 358                | 878              | 203                  |